# 2MASS 0727+1710
2MASS J07271824 +1710012（简称2MASS 0727+1710）是一颗位于双子座的棕矮星，距离地球29.6光年。它是在2002年由 Adam J. Bourgas等人发现的。2MASS 0727+1710的光谱分型是T7，表面温度为800－1300K。和其他T7型棕矮星一样，它的光谱主要是由甲烷贡献。它的自行速度为每年1.2965角秒。它的视差为110.14角秒。